# Typhlocyba surcula
Typhlocyba surcula är en insektsart som beskrevs av Delong och Johnson 1936. Typhlocyba surcula ingår i släktet Typhlocyba och familjen dvärgstritar. Inga underarter finns listade i Catalogue of Life.